# Barrage de la Mandraka
Le barrage de la Mandraka est un barrage-poids sur la rivière Mandraka, dans la région Analamanga à Madagascar. Le barrage a été construit par une entreprise française en 1956 et crée le lac Mandraka.

## Centrale hydroélectrique de Mandraka
Le barrage fournit de l'eau à une centrale hydroélectrique de 24 mégawatts, située à 1,9 km à l'est. Le dénivelé entre le barrage et la centrale électrique permet d'obtenir une hauteur hydraulique de 226 m,. Le barrage et la centrale électrique sont exploités et détenus par la JIRAMA et les quatre générateurs  à turbine Pelton de 6 mégawatts ont été mis en service entre 1958 et 1972.